# Richard Hickox
Richard Hickox (Stokenchurch, 5 marzo 1948 – Swansea, 23 novembre 2008) è stato un direttore d'orchestra britannico.

## Biografia
Nato nel distretto di Wycombe, ha studiato a High Wycombe dal 1959 al 1966, alla Royal Academy of Music di Londra dal 1966 al 1967 ed organo alla Queens' College (Cambridge) dal 1967 al 1970.
Nel 1967 fonda il Wooburn Festival nel Buckinghamshire.
Dal 1970 al 1971 ha insegnato musica a Maidenhead.
Nel 1971 crea la City of London Sinfonia.
Dal 1972 diventa il direttore musicale del St Endellion Music Festival, a St Endellion, vicino a Wadebridge, ed organista e direttore musicale della Chiesa di Santa Margherita (Londra) (la chiesa del Palazzo di Westminster).
Dal 1976 al 1991 è il direttore del London Symphony Chorus.
Dal 1982 al 1990 è stato il direttore artistico della Royal Northern Sinfonia di Newcastle upon Tyne.
Nel 1985 debutta come direttore al Royal Opera House.
Dal 2000 al 2006 è il direttore principale della BBC National Orchestra of Wales.
Dal 2005 è stato il direttore musicale dell'Opera Australia presso il Sydney Opera House.
È morto per aneurisma al torace durante una registrazione discografica.

## Discografia parziale
- Britten: Peter Grimes - Richard Hickox/Philip Langridge, 1996 Chandos - Grammy Award for Best Opera Recording 1997
- Britten: War Requiem, Sinfonia Da Requiem, Ballad of Heroes - London Symphony Orchestra/Richard Hickox, 1991 Chandos - Gramophone Award 1992
- Britten: A Midsummer Night's Dream - Richard Hickox, 1993 EMI Virgin Erato
- Britten: Les Illuminations, Serenade, Nocturne, Noye's Fludde - City of London Sinfonia/Richard Hickox, 2006 EMI Virgin Erato
- Delius: Sea Drift, Songs of Farewell, Songs of Sunset - Bournemouth Symphony Orchestra/Bryn Terfel/Richard Hickox, 1993 Chandos - Gramophone Award
- Delius: Paris, Florida Suite, Brigg Fair - Richard Hickox, 1991 EMI Warner
- Elgar: Il sogno di Geronte, London Symphony Orchestra, 1988, Chandos Records
- Mendelssohn: Elijah - London Symphony Orchestra/Richard Hickox, 1989 Chandos
- Orff: Carmina Burana - London Symphony Chorus/London Symphony Orchestra/Richard Hickox, 2005 LSO
- Poulenc: Gloria - Stabat Mater - Catherine Dubosc/City of London Sinfonia/Richard Hickox/Westminster Singers, 1993 EMI Virgin Erato
- Stanford: Songs of the Fleet, The Revenge, A Ballad of the Fleet & Songs of the Sea - BBC National Chorus of Wales/Gerald Finley/Richard Hickox, 2006 Chandos - Gramophone Award 2006
- Tchaikovsky: Serenade for Strings etc. - City of London Sinfonia/Richard Hickox, 2005 Erato
- Verdi: Requiem - London Symphony Orchestra/Richard Hickox/Robert Lloyd, 1996 Chandos
- Williams: Symphony No. 1, "A Sea Symphony", The Wasps - Overture - London Symphony Orchestra/Richard Hickox, 2007 Chandos
- Williams: A Sea Symphony & Hodie - Richard Hickox/Philharmonia Orchestra, 2009 EMI Warner
- Williams: London Symphony & Butterworth: The Banks of Green Willow - London Symphony Orchestra/Richard Hickox, 2001 Chandos - Gramophone Award
- Walton: Troilus and Cressida - Judith Howarth/Opera North Orchestra/Richard Hickox, 1995 Chandos - Gramophone Award
- Great Opera Choruses - London Symphony Chorus/London Symphony Orchestra/Richard Hickox, 2005 LSO
- Hickox conducts Vaughan Williams - Northern Sinfonia of England/Richard Hickox, 2000 EMI Warner

## DVD parziale
- Britten: The Turn of the Screw, 2005 Opus Arte

## Onorificenze
- Ordine dell'Impero Britannico, 2002